# Schade, daß du eine Kanaille bist
Die italienische Filmkomödie Schade, daß du eine Kanaille bist vereinigte 1954 zum ersten Mal Sophia Loren und Marcello Mastroianni auf der Leinwand. Zu diesem Zeitpunkt waren beide noch keine großen Sterne am Filmhimmel. Sie traten danach in weiteren Filmen gemeinsam auf, oft zusammen mit dem hier mitwirkenden Vittorio De Sica. Loren erinnerte sich: „Zwischen de Sica, Marcello und mir sprang der Funke sofort über. (…) wir fühlten sofort die verschwörerische Verbundenheit aller Neapolitaner füreinander. Wir hatten den gleichen Sinn für Humor, den gleichen Lebensrhythmus, die gleiche Lebensphilosophie; der gleiche Zynismus lauerte hinter unseren Dialogzeilen“. Peccato che sia una canaglia, so der Originaltitel, wird als eine „leichte“, „amüsante“, „liebenswerte“ Komödie bezeichnet. Regie führte Alessandro Blasetti.
Als Kanaille avancierte Loren zum italienischen Sexidol der 1950er Jahre, wie Christina Tilmann im Buch „Traumfrauen“ ausführte: „Breite Hüften unter weiten Röcken, die verführerisch über die Straße schwenken, eine Tasche, eigentlich eher ein Beutel, den sie hin- und herschwenkt, und ein Mundwerk, das niemals stillsteht.“ Zum schauspielerischen Auftritt meinte Yvonne Rehhahn: „Auch wenn Sophia Loren das «Schauspielen» ihren Gesten und Bewegungen anzusehen ist, kippt ihre intuitive Balance zwischen Sex-Appeal und Komik nicht ins Peinliche.“

## Handlung
Der römische Taxifahrer Paolo, eine ehrliche Haut, möchte sich die erste Rate für sein neu erworbenes Fahrzeug verdienen. Zwei junge Männer in Begleitung der reizvollen Lina lassen sich an den Strand von Ostia fahren. Dort entfernen sie sich scheinbar, und Lina lockt Paolo badend und flirtend vom Wagen weg, doch der versuchte Diebstahl scheitert wegen der Alarmanlage. Nachdem die Männer entwischt sind, will Paolo das Mädchen aufs Kommissariat bringen, da er ihre Lügen durchschaut. Kurz vor dem Ziel gelingt es auch ihr zu entkommen, und Paolo möchte sie vergessen, bis sie ihm wenig später wieder über den Weg läuft.
Bald macht Paolo Bekanntschaft mit Linas Familie, vorerst ohne zu durchschauen, dass sie von kleinkriminellen Fertigkeiten leben: Der vornehme Vater ist Taschendieb, die Großmutter bemächtigt sich seines Geldbeutels und die Kinder wissen, wie man die Reifen eines Wagens entwendet. Paolo fühlt sich von der schlagfertigen und eloquenten Lina durcheinandergebracht und wird doch von Neuem von ihr angezogen. Ein Zigarettenetui mit einer Liebeswidmung von „L.“, das sie ihm schenkt, erweist sich als bei seinem Chef gestohlen. Als Linas Vater es nach einem Diebstahl eilig hat, nach Hause zu kommen, steigt er in Paolos Taxi und drängt ihn zur schnellen Fahrt, die in einen Zusammenstoß mit einem indischen Diplomaten mündet. Der leicht verletzte Paolo sieht sich mit einer Zahlungsforderung über 90.000 Lire konfrontiert. Er gesteht Lina, die sich um seine Verletzungen kümmert, seine Liebe ein, was sie zunächst zurückweist. Plötzlich bemerkt er, dass Lina, ihr Vater und die zwei Burschen in einen Linienbus steigen und nimmt dort ebenfalls Platz. Lina spielt den Lockvogel und lenkt einen Herren ab, dem ihr Vater die Brieftasche stiehlt. Paolo verhindert das Delikt und dirigiert die Familie, das Opfer und seine Ehefrau, einen mitfahrenden Polizisten und Zeugen aufs Kommissariat. Durch geschickte Taktik gelingt es Linas Vater, die Versammelten zu verwirren und Paolo, der ja dringend viel Geld braucht, als Verdächtigen hinzustellen. Der Fall löst sich in Luft auf. Lina wartet auf Paolo, fordert ihn auf, sie zu ohrfeigen, und sie beschließen zu heiraten.

## Zeitgenössische Kritik
1955 beruhigte der film-dienst: „Ist dies ein unmoralischer Film, eine Verherrlichung des Verbrechens, ein Unterricht in der Praxis des Stehlens? Wohl kaum. So ist der Film nicht gemeint, so wird er von den wenigsten aufgefaßt werden.“ Das Vergnügen und die „gute Laune, die man haben muß, um sich in solch zweifelhafter Gesellschaft wohlzufühlen“ werde allerdings durch „Längen und Trivialitäten“ beeinträchtigt.